# Sera (ville de l'Asie ancienne)
Pour les articles homonymes, voir Sera.
Sera est une ville de l'Asie ancienne, dans la Sérique, capitale des Sères. 
Le Grand dictionnaire universel du XIXe siècle émit, en son temps, l'hypothèse selon laquelle la ville actuelle de Lhassa, dans le Tibet, eût occupé l'emplacement de l'antique Sera. La question de sa situation géographique s'est posée durant des siècles. Diderot et d'Alembert remontent prudemment jusqu'à Ptolémée, lequel lui donna le titre de métropole, tout en se faisant l'écho des encyclopédistes du XVIIIe siècle. Pour Conrad Malte-Brun, la connaissance de l'antique cité, qu'il qualifiait aussi de métropole, est liée à celle de la Sérique; selon lui, elle se situerait à Serinagor. Cette thèse repose probablement sur les travaux de Pascal-François-Joseph Gossellin qui reconnaissait la Sérique des Anciens dans le « Seri-nagar », et l'antique Sera dans la ville capitale de Seri-nagar ou « Sera-nagar », un territoire qu'il identifiait à l'actuel Tibet.
Selon Johann Joachim Eschenburg, la ville de Sera était le carrefour du commerce en Asie ancienne.